# De-Long-Inseln
Die De-Long-Inseln (russisch Острова Де-Лонга / Ostrowa De-Longa, jakutisch Де Лоҥ арыылара / De Long aryylara) sind ein Archipel im Nordpolarmeer. Geographisch werden sie als Teil der Neusibirischen Inseln betrachtet, administrativ gehören sie zur russischen Republik Sacha (Jakutien).
Die unbewohnten Inseln wurden im Zuge einer Expedition des US-amerikanischen Polarforschers George W. DeLong Ende des 19. Jahrhunderts entdeckt. Sie bestehen aus fünf Hauptinseln, namentlich der Bennett-Insel (Остров Беннетта), der Henrietta-Insel (Остров Генриетты), der Jeannette-Insel (Остров Жаннетты) sowie den beiden erst 1913 und 1914 während der „Hydrografischen Expedition des Arktischen Ozeans“ unter der Leitung von Boris Wilkizki entdeckten Inseln Wilkizki-Insel (Остров Вилькицкого) und Schochow-Insel (Остров Жохова).
Die Inseln liegen alle um den 77. nördlichen Breitengrad und den 155. östlichen Längengrad. Die Bennett-, die Henrietta- und die Jeannette-Insel sind teilweise vergletschert. Die Fläche der Inseln beträgt in der Summe 243 km², die der Gletscher 80,6 km². Das Eisvolumen der 15 Gletscher beträgt 11 km³.
| Insel     | kyrillisch         | Fläche (km²) | Koordinaten           |
| --------- | ------------------ | ------------ | --------------------- |
| Bennett   | Остров Беннетта    | 150          | 76° 42′ N, 148° 59′ O |
| Henrietta | Остров Генриетты   | 12           | 77° 05′ N, 156° 34′ O |
| Jeannette | Остров Жаннетты    | 3,3          | 76° 47′ N, 158° 05′ O |
| Schochow  | Остров Жохова      | 77           | 76° 09′ N, 152° 43′ O |
| Wilkizki  | Остров Вилькицкого | 1,5          | 75° 43′ N, 152° 28′ O |